# 살리그
살리그(헤자즈 아랍어: سليق, 표준 아랍어:  살리끄[*])는 사우디아라비아의 쌀 요리이다. 인디카 쌀에 육수, 우유, 버터를 넣어 익힌 죽 같은 음식이며, 흔히 닭고기를 사용해 만들지만 쇠고기나 양고기 등 다른 고기를 쓰기도 한다. 헤자즈 지역의 전통 음식이며, 타이프의 살리그가 유명하다. 사우디아라비아의 국민 음식 가운데 하나이기도 하다.

## 이름
"살리그"는 헤자즈 아랍어 발음이며, 표준 아랍어 발음은 "살리끄(سَلِيق⁩)"이다. "삶다, 끓이다"를 뜻하는 동사 "살라그(سلق⁩, 헤자즈 아랍어)/살라까(표준 아랍어)"와 관련이 있다.

## 만들기
고기는 카다멈 등 향신료와 소금을 넣고 물에 푹 삶는다. 잘 익으면 고기는 꺼내서 정제버터를 발라 굽고, 육수에 쌀을 넣어 죽을 쑤는 것처럼 익힌다. 쌀이 다 익으면 우유와 버터를 넣어 한소끔 끓인 다음 타바시라 부르는 전통 쟁반에 넓게 펼쳐 담고, 구운 고기를 올려 낸다.

## 같이 보기
- 리소토
- 죽
- 캅사